# Choo Hoey
Choo Hoey (chiń. 朱晖; pinyin Zhū Huī; ur. 20 października 1934 w Palembang, zm. 11 sierpnia 2025 w Grecji) – singapurski dyrygent. W 1979 założył Singapurską Orkiestrę Symfoniczną, do lipca 1996 pełniąc funkcję stałego dyrygenta oraz kierownika muzycznego tego zespołu. Odbył z nim cztery trasy koncertowe po Europie. Gościnnie dyrygował zespołami takimi jak: London Symphony Orchestra, London Philharmonic Orchestra, Orchestre de la Suisse Romande czy Tokijska Orkiestra Filharmoniczna.

## Życiorys
Jego rodzice, ojciec Choo Seng i matka Wang Xiuying, pracowali jako nauczyciele (ojciec uczył języka angielskiego) w tej samej szkole. W wieku 6 lat rozpoczął naukę gry na skrzypcach pod okiem ojca-melomana (grającego na skrzypcach i flecie), który wykorzystywał do tego m.in. książki z serii Teach Yourself. 
Szkołę podstawową skończył w 1945, a następnie pojechał do Singapuru, gdzie skończył szkołę średnią Singapore Nanyang Overseas Chinese Middle School. W 1947 rozpoczął naukę gry na skrzypcach u Goh Soon Tioea. W 1950 ukończył szkołę średnią, a w sierpniu 1951 wyjechał do Londynu, gdzie rozpoczął naukę na Królewskiej Akademii Muzycznej, ucząc się gry na skrzypcach (u Davida Martina), waltorni (u Aubreya Braina, następnie zaś u Gregoryego Charlesa) oraz dyrygentury (u Mauricea Milesa). W 1954 wziął udział w International Summer Academy w Salzburgu, gdzie kształcił się w zakresie dyrygentury (u Igora Markevitcha) oraz gry na skrzypcach (u Andréa Gertlera). 
W 1955 ukończył studia z nagrodami Mann's Memorial Prize i Ernest Read Prize. Kształcenie kontynuował w 1957 na Royal Conservatory of Brussels w klasie Gertlera. Debiutował rok później, prowadząc Orkiestrę Narodową Belgii podczas wykonania „Historii żołnierza” Igora Strawinskiego. W 1968 został kierownikiem muzycznym Greckiej Opery Narodowej i mieszkał w Grecji do 1977. Gościnnie prowadził cztery greckie orkiestry symfoniczne (w tym Orkiestrę Symfoniczną Greckiego Radia i Telewizji, z którą dokonał nagrań), dyrygując prawykonaniami utworów greckiej muzyki współczesnej. Z Singapurską Orkiestrą Symfoniczną nagrał dla wytwórni Naxos Records m.in. utwory Milija Bałakiriewa, Michaiła Ippolitowa-Iwanowa, Du Mingxina, Franza Lachnera, Louisa Spohra i Ottorina Respighiego.
Zmarł w Grecji, w swojej letniej rezydencji.

## Wyróżnienia
- Cultural Medallion for Music (1979)[3][4][8][9]
- Bintang Bakti Masyarakat (1982)[3][4][8]
- tytuł honorowy Doctor of Letters nadany przez Narodowy Uniwersytet Singapuru (1989)[3][4][8][10]
- ASEAN Award for Performing Arts przyznana przez Stowarzyszenie Narodów Azji Południowo-Wschodniej (1990)[3]
- Kawaler Orderu Sztuki i Literatury (1997)[3][4][8]
- Lifetime Achievement Award przyznana przez Composers and Authors Society of Singapore (2000)[3][11]